# Andrena fimbriatoides
Andrena fimbriatoides är en biart som beskrevs av Erwin Scheuchl 2004. Andrena fimbriatoides ingår i släktet sandbin, och familjen grävbin. Inga underarter finns listade i Catalogue of Life.